# 応用物理学会
公益社団法人応用物理学会（こうえきしゃだんほうじん おうようぶつりがっかい、英語: The Japan Society of Applied Physics）は、1946年に創立された応用物理学に関する学会である。略称はJSAP。応用物理学という学問分野の特徴により、扱う領域は広く多岐に渡る。
会員数は2011年8月現在で約24,000名。春と秋に学術講演会を開いており、6,000人から9,000人近い参加者を集める。

## 沿革
応用物理学会は他の多くの学会と異なり、学会誌が設立以前の1932年7月1日から発行されている。なお、当初の発行主体は長岡半太郎らが主催する応用物理談話会であった。1946年12月26日に応用物理学会の設立総会が開かれ、初代会長に眞島正市が就任した。これに伴って同年の7号から『応用物理』が学会誌となり、翌1947年6月28日から第1回講演会が東京大学工学部で開催された。1948年には社団法人としての認可が下りたため、出願した1946年10月25日が学会設立の日となった。
また、次第に各地に支部が増加し、
- 1947年11月8日-関西支部
- 1951年7月3日-東北支部
- 1953年5月9日-九州支部
- 1954年4月29日-中国四国支部
- 1963年6月8日-北海道支部
- 1965年6月1日-東海支部
- 1965年12月4日-北陸支部

がそれぞれ設立されている。
1950年からはそれまでの春季に加えて秋季にも講演会が行なわれ、年2回の開催が定着していく。一方で1952年4月1日に発足した光学懇話会は後に日本光学会となり、応用物理学会内の分科会の第1号となった。これに続いて1957年3月31日に放射線分科会、1960年4月に電子放射分科会（現・応用電子物性分科会）、1970年4月には結晶工学分科会と薄膜・表面分科会が設立されている。
なお、事務所は当初東京帝国大学応用物理教室にあったが、以下のように移転を繰り返した。
- 1962年3月1日、文京区木屋ビル
- 1967年11月16日、港区機械振興会館
- 1984年12月15日、千代田区国松ビル
- 1992年4月、千代田区九段北
- 2011年7月25日、文京区湯島　湯島アーバンビル[4]
- 2017年6月26日、文京区根津　応物会館（現在地）

公益法人制度改革に伴い、2011年に公益社団法人への移行を申請し認められたため、同年6月1日に新法人登記を行い「公益社団法人応用物理学会」となった
。

## 歴代会長
1. 真島正市（1946年度 - 1951年度）
2. 辻二郎（1952年度 - 1959年度）
3. 谷安正（1960年度 - 1961年度）
4. 菅義夫（1962年度 - 1963年度）
5. 篠田軍治（1964年度 - 1965年度）
6. 平田森三（1966年度）
7. 神山雅英（1966年度 - 1967年度）
8. 木下是雄（1968年度 - 1969年度）
9. 古賀正三（1970年度 - 1971年度）
10. 和田八三久（1972年度 - 1973年度）
11. 吉永弘（1974年度 - 1975年度）
12. 岡田利弘（1976年度 - 1977年度）
13. 青木昌治（1978年度 - 1979年度）
14. 兵藤申一（1980年度 - 1981年度）
15. 田幸敏治（1982年度 - 1983年度）
16. 三石明善（1984年度 - 1985年度）
17. 菅野卓雄（1986年度 - 1987年度）
18. 辻内順平（1988年度 - 1989年度）
19. 金原粲（1990年度 - 1991年度）
20. 川久保達之（1992年度 - 1993年度）
21. 南茂夫（1994年度 - 1995年度）
22. 多田邦雄（1996年度 - 1997年度）
23. 伊藤良一（1998年度 - 1999年度）
24. 松村正清（2000年度 - 2001年度）
25. 後藤俊夫（2002年度 - 2003年度）
26. 榊裕之（2004年度 - 2005年度）
27. 尾浦憲治郎（2006年度 - 2007年度）
28. 石原宏（2008年度 - 2009年度）
29. 白木靖寛（2010年度 - 2011年度）
30. 小長井誠（2012年度 - 2013年度）
31. 河田聡（2014年度 - 2015年度）
32. 保立和夫（2016年度 - 2017年度）
33. 財満鎭明（2018年度 - 2019年度）
34. 波多野睦子（2020年度 - 2021年度)
35. 平本俊郎（2022年度 - 現任)

## 分科会
- フォトニクス分科会
- 放射線分科会
- 応用電子物性分科会
- 結晶工学分科会
- 薄膜・表面分科会
- 応用物理教育分科会
- 有機分子・バイオエレクトロニクス分科会
- 超伝導分科会
- プラズマエレクトロニクス分科会
- シリコンテクノロジー分科会
- 先進パワー半導体分科会
- 次世代リソグラフィ技術研究会

## 出版物
1962年7月には日本物理学会と共同で英文学術雑誌 Japanese Journal of Applied Physics（略称JJAP）を創刊した。1980年1月にはLetter（速報）部門も新設され、さらに1982年1月には Part 1（Regular Papers & Short Notes）と Part 2（Letters）に分冊化し、A4サイズとしている。2008年からは、さらなる速報性を確保するために Part 2 を廃止し、それを継承する形で、英文学術雑誌 Applied Physics Express （略称APEX）を創刊した。JJAP、APEXの2019年のインパクトファクターは、それぞれ1.376、3.086。
- 応用物理
- JSAP International
- Japanese Journal of Applied Physics (JJAP; Jpn. J. Appl. Phys.)
- Applied Physics Express (APEX; Appl. Phys. Express)
- OPTICAL REVIEW

## 賞
- 応用物理学会業績賞
- 応用物理学会フェロー表彰
- 応用物理学会論文賞
- 応用物理学会講演奨励賞
- 研究分野業績賞
  - 光・量子エレクトロニクス業績賞（宅間宏賞）
  - 化合物半導体エレクトロニクス業績賞（赤﨑勇賞）
  - 女性研究者研究業績・人材育成賞（小舘香椎子賞）
  - 光工学業績賞・功績賞（高野榮一賞）